# Gainesville (Georgia)
Gainesville város az USA Georgia államában, Hall megyében, melynek megyeszékhelye is. Lakosainak száma 42 296 fő (2020. április 1.).

## Népesség
A település népességének változása:
| Lakosok száma | 344  | 33 804 | 42 296 |
|               | 1860 | 2010   | 2020   |